# ژروم پینو
ژروم پینو (فرانسوی: Jérôme Pineau‎؛ زادهٔ ۲ ژانویهٔ ۱۹۸۰) دوچرخه‌سوار اهل فرانسه است.
از باشگاه‌هایی که در آن رکاب زده‌است می‌توان به تیم دوچرخه‌سواری دیرکت انرژی، تیم کوئیک‌استپ فلورز، و آی‌ای‌ام سایکلینگ اشاره کرد.